# Prvačina
Prvačina (italijansko Prevacina) je naselje v Mestni občini Nova Gorica.
Prvačina je razloženo naselje z jedrom na nizki vzpetini, ki ga zaključuje cerkev sv. Andreja. Leži Vipavski dolini ob reki Vipavi nad železniško progo Jesenice-Sežana. Kraj je znan po prazniku breskev, ki ga vsako leto organizira krajevna skupnost Prvačina. Naselje je bilo močno prizadeto v poplavi 29. in 30. marca 2009.

## Izvor krajevnega imena
Krajevno ime je izpeljano iz osebnega imena, ki se ohranja v tamkajšnem vodovodnem imenu Prvač. To se je domnevno razvilo iz hipokoristika Pribačь, ki spada med slovanska osebna imena. Kraj je torej poimenovan po očetu z imenom Pribač. V starih listinah se kraj prvič omenja leta 1298 kot Prebätsch, 1339 de Preuacio, 1361 Priwatsch, in 1402 kot Prebatsch.
V obdobju Avstro-Ogrske je imela Prvačina poštni urad, kjer so uporabljali dvojezični poštni žig Prebacina/Prvačina. Poleg pošte je bila v Prvačini železniška postaja, ki je nadzorovala kretnice proti Ajdovščini oziroma Štanjelu.

## Zgodovina
Leta 1752 je bila ustanovljena Prvačka pleh muzika.
Leta 1826 je začela delovati osnovna šola.
Med 1. svetovno vojno se je kraj znašel v najožjem zaledju Soške fronte. Ob civilnem pokopališču je bilo urejeno tudi vojaško pokopališče z impozantnim obzidjem, ki je bilo kasneje podrto, nagrobni križi in ostale oznake pa odstranjeni.
Po 1. svetovni vojni je veliko prvačkih žena odšlo na delo v Egipt, natančneje Aleksandrijo (Aleksandrinke). Delale so kakor gospodinje ali dojilje. V spomin nanje v kraju delujeta društvo Aleksadrink in muzej.

## Ljudje povezani s krajem
- Igor Gregorič, srčno-žilni in torakalni kirurg
- Alojzij Matija Zorn, goriški nadškof
- Hilarij Zorn, cerkveni dostojanstvenik in publicist

## Galerija

#### Ostale slike
- Železniška postaja
- Cerkev sv. Andreja
- Razglednica Prvačine iz leta 1910